# Wainfan Facetmobile
Il Wainfan FMX-4 Facetmobile è un aereo americano progettato da Barnaby Wainfan, ingegnere aeronautico e aerodinamico della Northrop Grumman, editorialista della rivista Kitplanes (rubrica Wind Tunnel).
Il prototipo FMX-4 Facetmobile fu costruito da Lynne Wainfan, Barnaby Wainfan e Rick Dean a Chino, in California, mentre il progettista Barnaby Wainfan pilotò l'aereo al fly-in dell'Experimental Aircraft Association di Oshkosh nel luglio 1994. Il debutto, insieme alla copertura mediatica che ebbe, suscitarono interesse sia per il suo design unico che per le sue delicate qualità di volo. L'aereo risulta insolito in quanto è un corpo portante, ovvero l'intero velivolo agisce come un'unica ala con un basso allungamento alare: ha una forma piatta e angolare, a differenza degli aerei tradizionali che utilizzano ali distinte, generatrici di portanza, attaccate a una fusoliera non portante. Inoltre, la forma dell'aereo è dovuta ad una serie di 11 superfici piatte, in qualche modo simili al corpo dell'aereo da attacco a reazione F-117 Nighthawk che utilizza piastre piatte, ma senza strutture alari separate. Sebbene l'efficienza aerodinamica sia ridotta a causa della semplice sagomatura, la stessa ne riduce il peso strutturale, migliorando la frazione di massa del carico utile.

## Progettazione e sviluppo

### Forma
La forma del Facetmobile dell'FMX-4 è composta da 11 piani piani più due timoni a punta d'ala. Tre forme piatte formano la parte inferiore del velivolo (sezione anteriore leggermente inclinata, sezione centrale piatta e sezione posteriore nettamente rialzata), mentre le altre otto formano la parte superiore (una grande sezione posteriore inclinata verso il basso, una sezione anteriore sottile e tre pannelli laterali inclinati per lato). La sezione alare ha un rapporto di spessore del 18%, molto più spesso del tipico spessore del 12-15% delle normali ali degli aerei leggeri. È in produzione almeno un kit di aeromodelli commerciali del Facetmobile.
Il prototipo del FMX-4 Facetmobile si schiantò al suolo il 13 ottobre 1994, dopo un guasto al motore durante un volo. L'aereo atterrò a bassa velocità contro una recinzione di filo spinato che causò ingenti danni sia alla carrozzeria che al motore, oltre che ad alcuni elementi strutturali, sebbene il pilota, Barnaby Wainfan, non subì ferite. Nel 2006 l'aereo è stato parzialmente riparato ma non ha più volato.

### Struttura
La struttura del Facetmobile è composta da tubi in alluminio 6061 fissati con rivetti Cherrymax, mentre la fusoliera utilizza un rivestimento in tessuto convenzionale. Per il controllo, il velivolo utilizza elevoni e timoni. Il carrello di atterraggio è di tipo triciclo fisso. Le ampie sezioni del parabrezza sono integrate da due finestrini montati sul pavimento. L'imbarco sul velivolo avviene tramite un portello montato sul fondo. Il velivolo è inoltre dotato di un sistema di paracadute BRS.

## Varianti
Wainfan ha proposto due velivoli derivati dall'FMX-4 Facetmobile:
- FMX-5 Facetmobile, modello più grande, a 2 posti, che utilizza la stessa struttura in tubi di alluminio e tessuto .
- un modello simile (senza nome), a 2 posti, che utilizza la costruzione avanzata di pannelli compositi piatti.[2]

## Specifiche

### Caratteristiche generali
- Equipaggio: 1 Lunghezza: 5,94 m
- Apertura alare: 4,6 m
- Superficie alare: 19,9 m²
- Peso a vuoto: 168 kg
- Peso lordo: 336 kg
- Capacità serbatoio: 38-45 litri
- Motore: 1 Rotax 503 DC, 37 kW
- Eliche: GSC a 3 pale regolabili a terra

### Performance
- Velocità massima: 96 nodi (110 mph, 178 km/h)
- Velocità di crociera: 80 nodi (92 mph, 150 km/h)
- Rate di salita: 750 ft/min (3,8 m/s)
- Carico alare: 3,45 lb/sq ft (16,8 kg/m²)